# Acacia pterocaulon
Acacia pterocaulon é uma espécie de leguminosa do gênero Acacia, pertencente à família Fabaceae.